# Colaptes
A Colaptes a madarak (Aves) osztályának harkályalakúak (Piciformes) rendjébe, ezen belül a harkályfélék (Picidae) családjába tartozó nem.

## Kifejlődésük
Feltételezések szerint ez a harkálynem a miocén és pliocén korok határán, vagy néhány millió évvel korábban alakult ki. Egy fosszilis madár, mely a DMNH 1262-es raktárszámot kapta, körülbelül 5 millió éves, kora pliocén kori Colaptes-fajhoz tartozhat; ezt a nebraskai Ainsworth nevű város mellett találták meg, és egy majdnem teljes singcsontból (ulna) áll. Az utóbbi kutatások szerint, ez a fosszilis madár egy bazális, azaz alapi Colaptes, amely meglehet, hogy a két alnem közös őse.
A Bahama-szigeteken is találtak egy pleisztocén kori fosszilis madarat, mely a jelek szerint a Colaptes alnembe tartozik. Ez a madár még nincs leírva vagy megnevezve, és igen hasonlít a C. fernandinae vagy a C. aureus fajokra; meglehet, hogy ezeknek egy régen kihalt képviselője.

## Tudnivalók
A különböző Colaptes-fajok előfordulási területe Észak-Amerikától kezdve, Közép-Amerikán keresztül, egészen Dél-Amerikáig tart. Az északibb fajok inkább talajon mozgók semmint fán lakók. A többségük színezete sárgás vagy drapp színű; felül és a szárnyakon, főleg világos mintázattal, míg alul sötét csíkozással vagy pontozással. Majdnem mindegyiknek a nyakánál élénk sárga vagy narancssárga sávozás látható. Ezektől eltér a Colaptes rivolii, amely felül élénk vörös, alul és a pofája sárgás.

## Rendszerezés
A nembe az alábbi 2 alnem és 18 faj tartozik:
- Chrysoptilus - 8 faj
  - Colaptes atriceps (Sclater & Salvin, 1876)[3]
  - Colaptes atricollis (Malherbe, 1850)[4]
  - Colaptes auricularis (Salvin & Godman, 1889)[5]
  - Colaptes melanochloros (Gmelin, 1788)[6]
  - Colaptes melanolaimus Malherbe, 1857[7] - korábban azonosnak tartották a C. melanochlorosszal
  - Colaptes punctigula (Boddaert, 1783)[8]
  - Colaptes rivolii (Boissonneau, 1840)[9]
  - fehérarcú zöldfakopáncs (Colaptes rubiginosus) (Swainson, 1820)[10]
- Colaptes - 10 faj
  - aranyküllő (Colaptes auratus) (Linnaeus, 1758)[11]
  - mezei küllő (Colaptes campestris) (Vieillot, 1818)[12]
  - Colaptes campestroides (Malherbe, 1849)[13] - korábban azonosnak tartották a C. campestrisszal
  - Colaptes chrysoides (Malherbe, 1845)[14]
  - Colaptes cinereicapillus Reichenbach, 1854[15] - korábban azonosnak tartották az andoki küllővel
  - Fernandina-küllő (Colaptes fernandinae) Vigors, 1827[16]
  - Colaptes mexicanoides Lafresnaye, 1844[17] - korábban azonosnak tartották az aranyküllővel
  - Colaptes oceanicus Olson, 2013[18][19] - kihalt
  - Colaptes pitius (Molina, 1782)[20]
  - andoki küllő (Colaptes rupicola) D'Orbigny, 1840[21]

### Fordítás
- Ez a szócikk részben vagy egészben  a   Colaptes című angol Wikipédia-szócikk ezen változatának fordításán alapul.  Az eredeti cikk szerkesztőit annak laptörténete sorolja fel. Ez a jelzés csupán a megfogalmazás eredetét és a szerzői jogokat jelzi, nem szolgál a cikkben szereplő információk forrásmegjelöléseként.